# Christina Honsel
Christina Honsel (* 7. Juli 1997 in Dorsten) ist eine deutsche Leichtathletin, die sich auf den Hochsprung spezialisiert hat.

## Berufsweg
Honsel hat  Wirtschaftswissenschaften auf Bachelor an der TU Dortmund studiert.
Seit 2021 arbeitet sie neben dem Sport als Marketing und Social Media Managerin im Familienbetrieb EDEKA Honsel.

## Sportliche Laufbahn
Christina Honsel begann im Alter von sechs Jahren mit der Leichtathletik.
2015 wurde sie Deutsche U20-Meisterin im Hochsprung.
2016 holte Honsel Bronze bei den Deutschen Jugendhallenmeisterschaften in der Altersklasse U20 und erreichte bei den Deutschen Hallenmeisterschaften den 6. Platz. Mitte des Jahres erlitt sie einen Ermüdungsbruch im Fuß.
2017 kam Honsel nach ihrer Verletzungspause bei den Deutschen U23-Meisterschaften auf den 4. Platz und erreichte Rang 5 bei den Deutschen Meisterschaften.
2018 wurde sie Deutsche U23-Vizemeisterin, belegte aber auf Grund einer vorangegangenen Verletzung bei den Deutschen Meisterschaften nur den 10. Platz.
2019 holte Honsel Bronze bei den Deutschen Hallenmeisterschaften und wurde Deutsche U23-Vizemeisterin. Bei ihrem Debüt im Nationaltrikot wurde sie mit Einstellung ihrer persönlichen Bestleistung von 1,92 m U23-Vizeeuropameisterin. Den 5. Platz erreichte sie bei den Deutschen Meisterschaften mit 1,80 m und schied mit der gleichen Höhe bei den Weltmeisterschaften in der Qualifikation aus.
2020 ging Honsel bei den Deutschen Hallenmeisterschaften nicht an den Start. Bei den wegen der COVID-19-Pandemie verspätet gestarteten Freiluftsaison wurde sie in Braunschweig mit einer Höhe von 1,90 m Deutsche Meisterin. Dabei scheiterte sie nur knapp an der Höhe von 1,93 m.
Honsel ist im Perspektivkader des Deutschen Leichtathletik-Verbandes (DLV) und war zuvor im Nachwuchskader 1 U23.

## Vereinszugehörigkeit
Honsel startet seit Januar 2020 für den TV Wattenscheid 01 Leichtathletik. Zuvor startete sie seit 2017 für die LG Olympia Dortmund und davor für die LG Dorsten.

## Bestleistungen
Halle
- Hochsprung: 1,98 m, Weinheim, 3. Februar 2023

Freiluft
- Hochsprung: 2,00 m, Heilbronn, 9. August 2025

## Leistungsentwicklung
| Jahr | Halle  | Freiluft |
| ---- | ------ | -------- |
| 2011 | —      | 1,64 m   |
| 2012 | —      | 1,65 m   |
| 2013 | 1,70 m | 1,71 m   |
| 2014 | 1,73 m | 1,73 m   |
| 2015 | 1,76 m | 1,80 m   |
| 2016 | 1,81 m | 1,80 m   |
| 2017 | —      | 1,81 m   |
| 2018 | —      | 1,81 m   |
| 2019 | 1,90 m | 1,92 m   |
| 2020 | —      | 1,90 m   |
| 2021 | 1,88 m | 1,80 m   |
| 2022 | 1,83 m | 1,81 m   |
| 2023 | 1,98 m | 1,94 m   |
| 2024 | 1,95 m | 1,95 m   |
| 2025 | 1,95 m | 2,00 m   |

## Erfolge
national
- 2013: 6. Platz Deutsche U18-Meisterschaften
- 2014: 15. Platz Deutsche Jugendhallenmeisterschaften
- 2014: 11. Platz Deutsche U20-Meisterschaften
- 2015: 11. Platz Deutsche Jugendhallenmeisterschaften
- 2015: 6. Platz Deutsche U23-Meisterschaften
- 2015: Deutsche U20-Meisterin
- 2016: 3. Platz Deutsche Jugendhallenmeisterschaften
- 2016: 6. Platz Deutsche Hallenmeisterschaften
- 2017: 4. Platz Deutsche U23-Meisterschaften
- 2017: 5. Platz Deutsche Meisterschaften
- 2018: Deutsche U23-Vizemeisterin
- 2018: 10. Platz Deutsche Meisterschaften
- 2019: 3. Platz Deutsche Hallenmeisterschaften
- 2019: Deutsche U23-Vizemeisterin
- 2019: 5. Platz Deutsche Meisterschaften
- 2020: Deutsche Meisterin
- 2023: Deutsche Hallenmeisterin
- 2024: Deutsche Hallenmeisterin
- 2025: Deutsche Meisterin

international
- 2019: U23-Vizeeuropameisterin
- 2019: 27. Platz Weltmeisterschaften
- 2023: 6. Platz Halleneuropameisterschaften
- 2023: 8. Platz Weltmeisterschaften
- 2024: 4. Platz Hallenweltmeisterschaften
- 2024: 6. Platz Olympische Sommerspiele
- 2025: 4. Platz Halleneuropameisterschaften